# Янич, Страхиня
Страхиня Янич, серб. Страхиња Јањић (родился 13 апреля 1906 года в Клене, умер в 1964 году в Гамильтоне, в Канаде) — сербский военный (лейтенант), командующий сербским гестапо во время Второй мировой войны
Сын Николы Янича и Босилки из д. Ристич. С 1923 года служил в югославской армии, дослужившись до звания лейтенанта. Принимал участие в боях против немецких войск в апреле 1941 года, попав в плен. После освобождения в октябре того же года он добровольно записался в Сербский добровольческий корпус. Служил в добровольческом отделении в Крагуеваце, одновременно занял пост мэра города. Потерял должность в результате обвинений в шантаже, грабежах и изнасиловании учительницы. По решению командования корпуса он был арестован и приговорен к смертной казни. Был освобожден немцами, которые также арестовали офицера корпуса, который обвинял Янича. В июне 1942 г. С. Янич стал руководителем 1-го Белградского специального боевого управления, неформально известного как «сербское гестапо». Он пообещал немцам сформировать две сербские дивизии Ваффен СС, чего в реальности никогда не произошло. Из-за совершения многочисленных преступлений марионеточный правитель Сербии, генерал Милан Недич и командование корпуса обратились к немцам с просьбой ликвидировать сербское гестапо. В результате С. Янич и несколько десятков его подчиненных в апреле 1943 г. были отправлены в Германию, где были распределены в различные воинские части. В 1945 году он оставался в Ораниенбурге под Берлином, где дождался прихода американских войск. После войны С. Янич эмигрировал в Канаду, где и умер в 1964 году.
Был женат, имел сына.